# Errollyn Wallen
Errollyn Wallen   (10 d'abril de 1958) és una compositora anglesa nascuda a Belize. Va ser la primera dona negra a tenir una obra representada a The Proms (concretament, un concert per percussió i orquestra).

## Biografia
La seva família es va mudar a Londres quan ella tenia 2 anys. A ella i els seus tres germans els van criar uns oncles mentre els seus pares van anar a viure a Nova York.
Va estudiar composició al Goldsmiths, University of London i al King's College de Londres i va cursar un màster al King's College, Cambridge.

## Composicions
La seva música recull moltes influències, incloent musica clàssica d'avantguarda i música popular.
Les obres més rellevants son la cançó multimèdia Jordan Town (2001), Dervish per a violoncel i piano (2001), La Fuga per quintet de guitarra (2002), l'òpera Another America: Earth (2003) i All the Blues I See per flauta i quartet de corda (2004).
El 2006 va escriure una cançó a mitges amb l'astronauta Steve MacLean mentre era a la missió STS-115 del transbordador espacial.
El 2010, la seva obra per quintet de pianos Music for Tigers es va tocar al Museu d'art Modern de Nova York com a part de la sèrie de concerts Summergarden.
El 2012, la seva cançó Daedalus va sonar a la cerimònia d'obertura dels jocs paralímpics de Londres.

## Premis i reconeixements
El juny de 2007 va ser ordenada Membre del Molt Excel·lent Orde de l'Imperi Britànic.
El 2018 va aparèixer a la llista de la 100 Women BBC.